# Harry Chapman Adriance
Harry Chapman Adriance, ameriški marinec, * 27. oktober 1864, Oswego, New York, † 25. januar 1934, Coney Island, New York.

## Življenjepis
15. junija 1898 se je vpisal v Korpus mornariške pehote Združenih držav Amerike.
Sprva je služil v marinski vojašnici New York Navy Yard, nato pa je bil premeščen v Pomorsko bazo ZDA Cavite (Filipini), kamor je prispel 21. septembra 1899.
29. junija 1900 je bil poslan na Kitajsko zaradi boksarske vstaje, Dva tedna po prihodu se je 13. julija 1900 odlikoval v bitki pri mestu Tientsin, zakar je 24. marca 1902 prejel medaljo časti.
Po tem se je vrnil v ZDA. 20. julija 1902 je bil premeščen v Brooklyn Navy Yard (New York). 19. junija 1903 je bil s činom vodnika odpuščen iz Korpusa. Tri tedne pozneje se je ponovno vpisal, tokrat v Buffalo (New York). Leto pozneje je bil pred vojaškim sodiščem obsojen zaradi tatvin; 7. septembra 1904 je bil nečastno odpuščen in degradiran v marinca.
Umrl je 25. januarja 1934 zaradi jetrnih kamnov in golšavosti.

## Odlikovanja
- medalja časti
- filipinska kampanjska medalja,
- China Relief Expedition Medal.